# شاكر (المحويت)
شاكر هي إحدى قرى الجمهورية اليمنية. تتبع جغرافيا لمحافظة المحويت و إداريًا لمديرية الخبت. يبلغ تعداد سكانها 2535 نسمة حسب الإحصاء الذي أجري عام 2004.